# Love Minus Zero/No Limit
Love Minus Zero/No Limit är en låt skriven och lanserad av Bob Dylan 1965. Den var fjärde spår på albumet Bringing It All Back Home och är en av första skivsidans mer lugna, romantiska låtar. Albumets a-sida domineras annars med undantag av "She Belongs to Me" av snabba rock'n'roll-låtar. "Love Minus Zero" spelades även in i en akustisk version som slutligen inte användes på albumet. Låten är ofta sedd som en hyllningssång till Dylans fru Sara Lowndes. Liveversioner finns med på albumen At Budokan, The Bootleg Series Vol. 5: Bob Dylan Live 1975, The Rolling Thunder Revue och på Dylans MTV Unplugged-skiva.
Låten spelades in av ett flertal artister kort efter att den släpptes. The Turtles och The Walker Brothers spelade in covers samma år. Joan Baez spelade in den på skivan Any Day Now 1968. Eric Clapton framförde den på Dylans 30-årsfirande som artist 1992, men hans version togs inte med på albumet The 30th Anniversary Concert Celebration.